# Mohr im Hemd

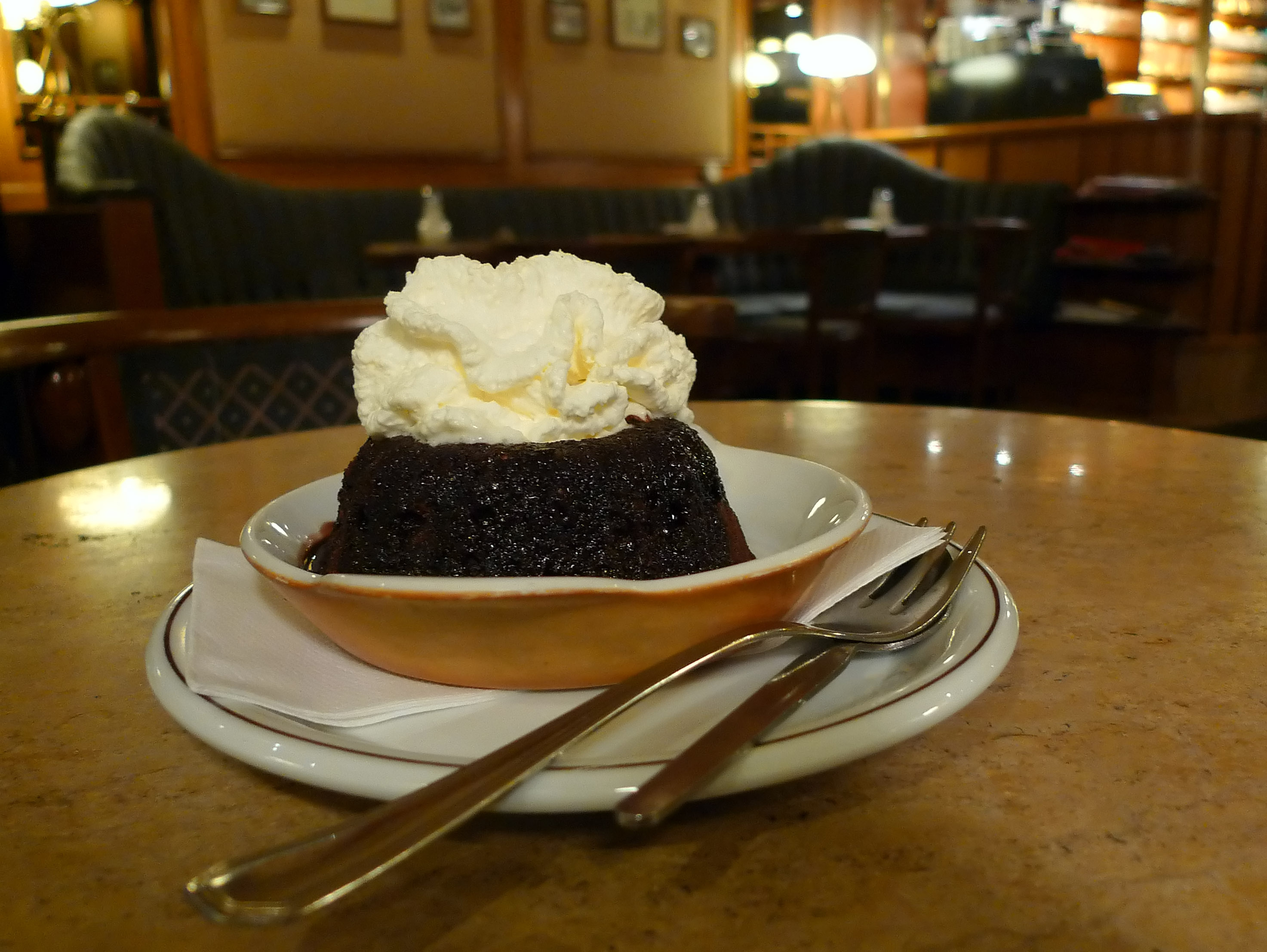
Mohr im Hemd.

El Mohr im Hemd (en alemán, literalmente, "negro con camisa") es un postre tradicional de la gastronomía austriaca. Es una especie de bizcocho hecho principalmente a base de chocolate, mantequilla, azúcar, claras de huevo y almendras y tiene una forma similar a la de un Gugelhupf. Al igual que el Christmas pudding británico, está cocinado al baño María. Tras hacerse, se le añade por encima chocolate fundido y se acompaña con nata montada. El Mohr im Hemd suele servirse en las cafeterías típicas austriacas, así como en algunas confiterías de Baviera (Alemania). 

## Nombre
El nombre hace referencia al contraste entre el color oscuro del bizcocho y el blanco (la "camisa") de la nata montada. La palabra Mohr proviene de la palabra de alemán medieval mōr, del latín maurus, "proveniente de Mauritania"; el nombre de dicho país procede a su vez del griego μαύρος, "oscuro o moreno de tez". La palabra Mohr está por tanto relacionada etimológicamente con el término español "moro", pero desde hace varios siglos sus significados son distintos. El equivalente a "moro" en alemán moderno sería Maure. Por su parte, Mohr es una palabra que está cayendo en desuso para referirse despectivamente a una persona de raza negra (en la actualidad es más común Neger) y que tiene connotaciones profundamente racistas. Por ello, desde algunos sectores de la sociedad se sugiere sustituir el nombre del bizcocho por otro más políticamente correcto, como Schokohupf o Kakaohupf.
En 2009, la heladera austriaca Eskimo, dependiente de la multinacional Unilever y equivalente a la española Frigo, lanzó al mercado una variedad de helado con sabor a Mohr im Hemd. La campaña publicitaria, que tenía como eslogan I will mohr (juego de palabras entre el nombre del postre y la frase I will mehr, "quiero más"), fue objeto de protesta por parte de la autoridad austriaca reguladora de la publicidad. Ante las quejas recibidas, Unilever decidió no prolongar la campaña.